# Platen (Familienname)
Platen ist ein deutscher Familienname.

## Namensträger

### A
- Adolf von Platen-Hallermund (1814–1889), deutscher Politiker
- Alice Ricciardi-von Platen (1910–2008), deutsch-italienische Ärztin und Psychoanalytikerin
- Anna Platen (* 1995), deutsche Schauspielerin
- Angelika Platen (* 1942), deutsche Fotografin
- August von Platen-Hallermünde (1796–1835), deutscher Dichter
- Axel von Platen (1876–1928), deutscher Generalmajor

### B
- Balthasar Alexander von Platen (1725–1757), preußischer Hauptmann und Adjutant
- Baltzar von Platen (Staatsmann) (1766–1829), deutsch-schwedischer Offizier und Reichstatthalter von Norwegen
- Baltzar von Platen (Politiker) (1804–1875), schwedischer Politiker, Außenminister
- Baltzar von Platen (Erfinder) (1898–1984), schwedischer Erfinder
- Baltzar Achates von Platen (1712–1782), schwedischer Oberst
- Benno von Platen (1846–1926), preußischer Generalmajor
- Bernhard Ludwig von Platen (1733–1774), deutscher Offizier und Dichter

### C
- Carl Platen (1877–1952), deutscher Schauspieler, siehe Karl Platen
- Carl Constantin Platen (1843–1899), deutscher Mediziner und Vogelsammler
- Catharina von Platen († 1632), deutsche Geistliche, Priorin von Uetersen
- Christian von Platen-Hallermund (1900–1976), deutscher Graf und Geistlicher, Propst von Uetersen
- Christoph von Platen (1838–1909), deutscher Gutsbesitzer und Politiker
- Clara Elisabeth von Platen (1648–1700), deutsche Mätresse von Ernst August von Braunschweig-Lüneburg
- Claus von Platen (1891–1964), deutscher Landwirt und Politiker (NSDAP)
- Curt Platen (1872–1941), deutscher Redakteur und Politiker

### D
- Detlev von Platen (General) (1911–1984), deutscher Polizist, Generalmajor im Bundesgrenzschutz
- Detlev von Platen (Manager) (* 1964), französisch-deutscher Manager (Porsche AG)
- Dubislaw von Platen (1714–1787), deutscher General der Kavallerie

### E
- Eckhard Platen (* 1949), deutscher Finanzmathematiker
- Emil Platen (* 1925), deutscher Musikwissenschaftler und Dirigent
- Ernst Franz von Platen-Hallermund (1739–1818), deutscher Reichsgraf, Beamter und Astronom
- Eva von Platen-Hallermund (* 1965), deutsche Künstlerin und Hochschullehrer, Professorin für Bildende Kunst

### F
- Flockina von Platen (1903/1905–1984), deutsche Schauspielerin
- Franz Ernst von Platen (1631–1709), deutscher Reichsgraf
- Fredrik Christian von Platen (1755–1815), schwedischer Generalmajor

### G
- Georg von Platen (Kammerherr) (1785–1873), deutscher Kammerherr
- Georg von Platen-Hallermund (1858–1927), deutscher Rittergutsbesitzer, Probst und Politiker, MdL Preußen
- Gottlieb Wilhelm Christian von Platen (1765–1819), preußischer Generalmajor

### H
- Hans Friedrich von Platen (1668–1743), deutscher General der Kavallerie
- Hartwig von Platen (Landrat) (1655–1727), preußischer Hofkammergerichtsrat, Landrat und Domherr
- Hartwig von Platen (Maler) (1875–1924), deutscher Maler
- Hartwig von Platen (General) (1878–1938), deutscher Generalmajor
- Hartwig von Platen (Musiker) (1901–1972), deutscher Arrangeur und Komponist
- Heinrich Platen, deutscher Bildhauer in Krefeld
- Heinrich Friedrich von Platen (1728–1783), Erb- und Gerichtsherr auf Rackith und Friedeburg sowie Domherr in Magdeburg
- Henrike von Platen (* 1971), deutsche Betriebswirtin und Frauenrechtsaktivistin
- Horst Platen (1884–1964), deutscher Komponist und Dirigent

### I
- Ilse Sophie von Platen (1731–1795), Hofdame der Mutter Friedrichs des Großen, Sophie Dorothea von Preußen
- Inken von Platen-Hallermund (* 1975), deutsche Vielseitigkeitsreiterin und Pferdesportfunktionärin

### J
- Jens Dieter Becker-Platen (1937–2008), deutscher Geologe
- Julius von Platen (Theaterintendant) (Julius Wilhelm Ludwig Graf von Platen zu Hallermund; 1816–1889), deutscher Theaterintendant
- Julius von Platen (Offizier) (1853–1922), preußischer Generalleutnant

### K
- Karl Platen (Carl Platen; 1877–1952), deutscher Schauspieler
- Karl von Platen-Hallermund (1857–1922), deutscher Verwaltungsjurist
- Klaus Ernst von Platen (1612–1669), kurbrandenburgischer Geheimer Kriegsrat, Generalkriegskommissar und Hauptmann zu Lehnin

### L
- Larissa Platen (* 1996), deutsche Handballspielerin
- Leontine von Winterfeld-Platen (1883–1960), deutsche Lehrerin und Autorin
- Leopold Johann von Platen (1726–1780), preußischer Generalmajor
- Ludwig von Platen (1804–1869), deutscher Politiker, Mitglied der Frankfurter Nationalversammlung

### M
- Magnus von Platen (1920–2002), schwedischer Literaturwissenschaftler
- Moritz Platen (1844–1912), deutscher Naturheilkundler

### O
- Oskar von Platen-Hallermund (1865–1957), deutscher Marineoffizier, zuletzt Vizeadmiral; Hofmarschall von Kaiser Wilhelm II.

### P
- Paul Platen (1890–1964), deutscher Geograph und Heimatforscher
- Paul Meyers-Platen (1885–1951), deutscher Landrat
- Peter Platen (* 1969), deutscher Theologe und Kanonist
- Petra Platen (* 1959), deutsche Handballspielerin und Sportmedizinerin
- Philip Julius Bernhard von Platen (1732–1805), schwedischer Politiker und Feldmarschall

### S
- Sigelind von Platen (1914–1945), deutsche Autorin
- Sophia Charlotte von Platen-Hallermund (1675–1725), deutsche Adlige

### W
- Wilhelm von Platen (1816–1870), preußischer Landrat